# Barabasz (film 1961)
Barabasz (wł. Barabba) – włoski dramat religijny z 1961 roku w reżyserii Richarda Fleischera na podstawie powieści Pära Lagerkvista pod tym samym tytułem. Film przedstawia fikcyjne losy znanego z Ewangelii Barabasza, rabusia i mordercy. Widz poznaje go w chwili, gdy zostaje uwolniony z więzienia i na wieść o zmartwychwstaniu Jezusa Chrystusa zaczyna przechodzić po pewnym czasie swoistą przemianę. W tytułowej roli wystąpił Anthony Quinn. Druga - po filmie A. Sjoberga - adaptacja powieści szwedzkiego noblisty.

## Fabuła
W okupowanej przez Cesarstwo Rzymskie Judei za rządów Tyberiusza, zgodnie ze zwyczajem w Święto Paschy lud Jerozolimy może uwolnić jednego więźnia. Zgromadzeni żądają uwolnienia złoczyńcy Barabasza i wydania na śmierć proroka Jezusa Nazarejczyka, uznanego za bluźniercę. Prefekt Judei Poncjusz Piłat spełnia wolę ludu; Barabasz wychodzi na wolność, a Jezus zostaje skazany na ukrzyżowanie. Uwolniony Barabasz z zaskoczeniem spogląda na Jezusa. Wróciwszy do domu świętuje z rodziną i przyjaciółmi. Dowiaduje się, że jego kochanka Rachela porzuciła dawne życie, po tym, jak posłuchała nauk Jezusa, o którym chodzą słuchy, że zesłał go Bóg. W momencie ukrzyżowania Jezusa świat ogarnia ciemność. Niepokoi to Barabasza, będącego świadkiem zgonu Jezusa i złożenia go do grobu.  
Trzy dni później Barabasz dostrzega Rachelę przy opustoszałym grobie Jezusa. Rachela zapewnia, że grób otworzył anioł i pojawił się mężczyzna podobny do Nazarejczyka. Wątpiący Barabasz udaje się do przyjaciół Jezusa sądząc, że oni wykradli jego zwłoki. Zaprzeczają temu i wierzą, że ich mistrz zmartwychwstał, jak obiecywał. Na dowód jego mocy przyprowadzają Łazarza, którego Jezus rzekomo wskrzesił. Nocą Rachela zostaje przyłapana na głoszeniu nauk Jezusa i następnego dnia pod zarzutem bluźnierstwa zostaje ukamieniowana. Widząc zwłoki Racheli Barabasz powraca na przestępczą drogę i z dawną bandą w zemście napada na karawanę kapłanów. Rabunek powstrzymują rzymscy żołnierze i Barabasz zostaje ponownie aresztowany.   
Piłat, od początku sceptyczny co do ułaskawienia Barabasza, skazuje go na dożywotnie roboty w kopalni siarki na Sycylii. Barabasz wini o to Jezusa. Dwadzieścia lat później do kopalni trafia marynarz Sahak, skazany za zaniedbanie obowiązków przy pilnowaniu niewolników. Początkowo Sahak, podążający za naukami Jezusa, nienawidzi Barabasza, jednak ten uświadamia mu, że Jezus uczył miłować. Barabasza zaskakuje, że nie zapomniano o Jezusie i jego imię jest coraz głośniejsze na całym świecie. Gdy Sahak, niezdolny już do pracy, ma zostać zabity, rozlega się trzęsienie ziemi niszczące kopalnię. Udaje się  przeżyć tylko Barabaszowi i Sahakowi i zostają zesłani do bardziej komfortowej pracy na roli.
Sahak zauważa, że Barabasz nigdy nie przestał myśleć o Jezusie. Tymczasem lokalny prefekt Rufio awansuje na senatora. Jego żona Julia uważa, że to za sprawą szczęśliwego ocalenia Barabasza i Sahaka. W podzięce obaj zostają zabrani przez Rufia do Rzymu, gdzie trafiają do szkoły gladiatorów. Szkoli ich Torvald, czołowy gladiator Rzymu. Sahak poznaje Lucjusza, innego wyznawcę Jezusa. Dowiaduje się, że ich współwyznawców, nazywanych chrześcijanami, uznaje się za wywrotowców i powoli represjonuje. Podczas igrzysk Sahak nie dobija przeciwnika wbrew woli tłumu i przestaje się kryć ze swą wiarą. Rufio niechętnie skazuje go na śmierć za zdradę państwa. Żaden z gladiatorów nie chce zabić Sahaka, wobec czego robi to Torvald. Na kolejnych igrzyskach odbywa się bitwa gladiatorska z Torvaldem jako essedariusem. Barabasz w nierównej walce zabija Torvalda, czym imponuje cesarzowi i zyskuje wolność.
Barabasz zanosi zwłoki Sahaka do katakumb, gdzie chrześcijanie mają tajne spotkania, by Sahak miał godny pogrzeb. Lucjusz wspomina, że Bóg zachował życie Barabaszowi dla jakichś wyższych celów. Gubiąc się w katakumbach, wychodzi z nich i jest świadkiem wielkiego pożaru Rzymu. Słyszy, że stoją za tym chrześcijanie. Opacznie rozumiejąc słowa Racheli i Sahaka o spaleniu starego świata, podpala budynki. Zostaje aresztowany z innymi chrześcijanami, w tym Piotrem Apostołem, którego spotkał w Jerozolimie. Piotr mówi Barabaszowi, że to nie chrześcijanie podpalili miasto, a Królestwo Boże przyjdzie w inny sposób. Uważa, że Barabasz zawsze był blisko Boga, pomimo targania sprzecznymi emocjami. Wkrótce, wyrokiem cesarza Barabasz zostaje z innymi aresztowanymi ukrzyżowany. Przeżyte doświadczenia uświadamiają mu w końcu potęgę wiary chrześcijańskiej. 

## Obsada
- Anthony Quinn – Barabasz
- Vittorio Gassman – Sahak
- Silvana Mangano – Rachela
- Norman Wooland – Rufio
- Valentina Cortese – Julia
- Jack Palance – Torvald
- Ernest Borgnine – Lucjusz
- Harry Andrews – Piotr Apostoł
- Michael Gwynn – Łazarz
- Katy Jurado – Sara
- Arthur Kennedy – Poncjusz Piłat
- Arnoldo Foà – Józef z Arymatei
- Laurence Payne – uczeń
- Douglas Fowley – Vasasio
- Guido Celano – Scorpio
- Robert Hall – komendant Flagus
- Joe Robinson – brodaty gladiator
- Roy Magnano – Jezus Nazarejczyk
- Enrico Glori – człowiek proszący o uwolnienie więźniów
- Carlo Giustini – rzymski oficer #1
- Gianni Di Benedetto – rzymski oficer #2
- Rina Braido – kobieta w tawernie
- Nando Angellini – mężczyzna w tawernie
- Tullio Tomadoni – ślepiec
- Friedrich von Ledebur – judejski oficer
- Marcello Di Martire – więzień w kopalni
- Spartaco Nale – nadzorca kopalni
- Maria Zanoli – żebraczka
- Gustavo De Nardo – garncarz
- Vladimiro Picciafuochi – strażnik Rufia
- Ivan Triesault – cesarz rzymski
- Sharon Tate – patrycjuszka

Opracowano na podstawie materiału źródłowego:

## Produkcja
Zdjęcia kręcono w Rzymie i w wąwozie Gole dell'Alcantara k. Motta Camastra (prowincja Mesyna).

## Odbiór

### Recenzje
Krytyka dostrzegała w Barabaszu z jednej strony „mistrzowskie niezrozumienie i powierzchowność”, a z drugiej – obok znakomitej rekonstrukcji okrucieństw starożytnego Rzymu – także wymiar religijny (...). Jednak religijne konwersacje tego przydługiego i szybko tracącego dynamizm filmu są naskórkowe, naiwne i dość sentymentalne. Niewątpliwym walorem jest jednak tytułowa rola A. Quinna.

### Nagrody i nominacje
| Nagroda                         | Kategoria                            | Nominowani                 | Wynik     | Źródło |
| ------------------------------- | ------------------------------------ | -------------------------- | --------- | ------ |
| Nastro d’argento                | Najlepsze zdjęcia (w filmie barwnym) | Aldo Tonti                 | Nominacja | [ 5 ]  |
| Nastro d’argento                | Najlepsze kostiumy                   | Maria De Matteis           | Nominacja | [ 5 ]  |
| Nastro d’argento                | Najlepsza scenografia                | Mario Chari                | Nominacja | [ 5 ]  |
| National Board of Review Awards | Najlepszy film zagraniczny           | Najlepszy film zagraniczny | Wygrana   | [ 6 ]  |